# Пропоную мир
Пропоную Мир — третій сингл українського гурту Друга Ріка з альбому «Мода», який вийшов 2008 року. На підтримку синглу зняли відеокліп, який являв собою фрагменти живих виступів гурту. Режисером роботи виступив Олександр Образ.

## Список композицій
| #  | Назва          | Тривалість |
| -- | -------------- | ---------- |
| 1. | «Пропоную Мир» | 3:34       |

## Учасники запису
Друга Ріка
- Валерій Харчишин — вокал
- Олександр Барановський — гітара
- Дорошенко Олексій — ударні
- Біліченко Сергій — гітара
- Віктор Скуратовський — бас-гітара
- Сергій Гера — клавішні

## Чарти
| Чарт (2008)    | Позиція |
| -------------- | ------- |
| Ukraine Top 40 | 13      |